# Maria Duncker
Maria Duncker (* 6. Februar 1963 in Helsinki, Finnland) ist eine finnische Künstlerin.

## Leben
Duncker besuchte die Hochschule für Kunst und Design, die Teil der Aalto-Universität der finnischen Hauptstadt ist. Ihr Studium dort in den Jahren von 1985 bis 1988 konzentrierte sich auf das Fach Keramik. In den Jahren von 1988 bis 1992 studierte sie an der Akademie der Künste, Helsinki die Fächer Skulptur und Mixed Media.
Heute ist Duncker bekannt durch ihre Einzel- und Gruppenausstellungen mit Skulpturen, Installationen und Fotografien, Aktionskunst sowie durch Videos zu den verschiedensten Themen. 2008 war sie Kandidatin für den Ars Fennica-Preis.
2014 wurde auf dem Internationalen Frauenfilmfestival Dortmund/Köln in Dortmund ihr 2013 entstandener Kurzfilm Pam Pam gezeigt.

## Kunstwerke in öffentlichen Sammlungen
- Helsinki City Art Museum
- Kiasma-Museum für Gegenwartskunst, Helsinki
- Amos Andersons Kunstmuseum, Helsinki

## Einzelausstellungen
- 1994: Muu-Gallery, Helsinki
- 1998: Galerie der Akademie der bildenden Künste, Helsinki
- 2001: Finland institut, Tallinn, Estland

## Gemeinschaftsausstellungen
- 2002: Manttä Art Festival
- 2003: Nordic Live Art, Göteborg, Schweden
- 2004: Cold Climate, ATP Gallery, London, England
- 2005: Fractures of Life, Kiasma – Museum für Gegenwartskunst, Helsinki
- 2006: Cold Climate, Living Art Museum, Reykjavík, Island
- 2007: Åland Art Museum, Maarianhamina